# Prix littéraires 1968
Liste des prix littéraires décernés au cours de l'année 1968 :

## Prix internationaux
- Prix Nobel de littérature : Yasunari Kawabata  Japon[1]
- Grand prix de littérature du Conseil nordique : Per Olof Sundman (Suède) pour Le Voyage de l'ingénieur Andrée[2]
- Grand prix littéraire d'Afrique noire : Francis Bebey (Cameroun) pour Le Fils d'Agatha Moudio[3]

## Allemagne
- Prix Georg-Büchner : Golo Mann

## Belgique
- Prix Victor-Rossel : Charles Paron pour Les vagues peuvent mourir

## Canada
- Grand prix du livre de Montréal : René de Chantal pour Marcel Proust : critique littéraire
- Prix Athanase-David : Félix-Antoine Savard
- Prix du Gouverneur général :
  - Catégorie « Romans et nouvelles de langue anglaise » : Alice Munro pour Danse of the happy shades (La danse des ombres
  - Catégorie « Romans et nouvelles de langue française » : Hubert Aquin pour Trou de mémoire et Marie-Claire Blais pour Manuscrits de Pauline Archange
  - Catégorie « Poésie ou théâtre de langue anglaise » : Leonard Cohen pour Selected Poems, 1956-68
  - Catégorie « Poésie ou théâtre de langue française » : non décerné
  - Catégorie « Études et essais de langue anglaise » : Mordecai Richler pour Cocksure (Un cas de taille) et Hunting Tigers Under Glass
  - Catégorie « Études et essais de langue française » : Fernand Dumont pour Le Lieu de l'homme
- Prix Jean-Hamelin : Yves Préfontaine pour Pays sans parole

## Chili
- Prix national de Littérature : Hernán del Solar (es) (1901-1985)

## Corée du Sud
- Prix Dong-in : Yi Chong-jun pour Les Cons et les Imbéciles
- Prix de littérature contemporaine (Hyundae Munhak) :
  - Catégorie « Poésie » : Hwang Tong-gyu pour 四行詩抄」외
  - Catégorie « Roman » : Jung Eul-byeong pour L'épitaphe d'Athéna
  - Catégorie « Drame » : Oh Hyer-yeong pour 인간적인 진실로 인간적인
- Prix Woltan : Yi Tan pour 소등

## Danemark
- Prix Hans Christian Andersen : James Krüss (Allemagne), José Maria Sanchez-Silva (en) (Espagne)

## Espagne
- Prix Nadal : Álvaro Cunqueiro, pour El hombre que se parecía a Orestes
- Prix Planeta : Manuel Ferrand, pour Con la noche a cuestas
- Prix national de Narration : Carlos Rojas Vila, pour Auto de fe
- Prix national de poésie : Diego Jesús Jiménez (es), pour Coro de ánimas
- Prix Adonáis de Poésie : Roberto Sosa, pour Los pobres.
- Prix de la critique Serra d'Or :
  - Jordi Solé Tura, pour Catalanisme i revolució burgesa, essai.
  - Mercè Rodoreda, pour La meva Cristina i altres contes, contes.
  - Manuel de Pedrolo, pour Totes les bèsties de càrrega, roman.
  - Marià Manent i Cisa (ca), pour Com un núvol lleuger, recueil de poésie.
  - Baltasar Porcel, pour Arran de mar, œuvre narrative non fiction.

## États-Unis
- National Book Award : 
  - Catégorie « Fiction » : Thornton Wilder pour The Eighth Day
  - Catégorie « Essais - Arts et Lettres » : William Troy pour Selected Essays
  - Catégorie « Essais - Histoire et Biographie » : George F. Kennan pour Memoirs: 1925-1950
  - Catégorie « Essais - Science, Philosophie et Religion » : Jonathan Kozol pour Death at an Early Age
  - Catégorie « Poésie » : Robert Bly pour The Light Around the Body
- Prix Hugo :
  - Prix Hugo du meilleur roman : Seigneur de lumière (Lord of Light) par Roger Zelazny
  - Prix Hugo du meilleur roman court : Weyr Search par Anne McCaffrey et Le Cavalier du fiel ou le grand gavage (Riders of the Purple Wage) par Philip José Farmer (ex æquo)
  - Prix Hugo de la meilleure nouvelle longue : En poussant les osselets (Gonna Roll the Bones) par Fritz Leiber
  - Prix Hugo de la meilleure nouvelle courte : Je n'ai pas de bouche et il faut que je crie (I Have No Mouth, and I Must Scream) par Harlan Ellison
- Prix Nebula :
  - Prix Nebula du meilleur roman : Rite de passage (Rite of Passage) par Alexei Panshin
  - Prix Nebula du meilleur roman court : Dragonrider par Anne McCaffrey
  - Prix Nebula de la meilleure nouvelle longue : Pastorale pour une Terre qui meurt (Mother to the World) par Richard Wilson
  - Prix Nebula de la meilleure nouvelle courte : Les Planificateurs (The Planners) par Kate Wilhelm
- Prix Pulitzer :
  - Catégorie « Fiction » : William Styron pour The Confessions of Nat Turner (Les Confessions de Nat Turner)
  - Catégorie « Biographie et Autobiographie » : George F. Kennan pour Memoirs: 1925-1950
  - Catégorie « Essai » : Will Durant et Ariel Durant pour Rousseau and Revolution (Rousseau et la Révolution)
  - Catégorie « Histoire » : Bernard Bailyn pour The Ideological Origins of the American Revolution
  - Catégorie « Poésie » : Anthony Hecht pour The Hard Hours
  - Catégorie « Théâtre » : non décerné

## Finlande
- Prix Aleksis-Kivi : Elina Vaara
- Prix Kalevi-Jäntti : Jorma Ranivaara pour Vanha Rahikainen ja valkoinen Iljušin, Lauri Immonen pour Unohdettujen rintama
- Prix Eino-Leino : Kerttu Kauniskangas
- Prix national de littérature : Claes Andersson pour Samhället vi dör i, Eeva Kilpi pour Rakkauden ja kuoleman pöytä, Hannu Salama pour Kenttäläinen käy talossa, Minä, Olli ja Orvokki
- Prix littéraire de la ville de Tampere : Eeva-Liisa Manner pour Fahrenheit 121
- Prix Tollander : Birgit Klockars et Kurt Zilliacus
- Prix Rudolf-Koivu : Risto Mäkinen pour Ett tu tre de Leena-Kaisa Laitakari-Kaila
- Prix Topelius : Kaarlo Merimaa
- Prix Mikael-Agricola : Aarno Peromies
- Médaille Anni-Swan : non décerné
- Prix d'écriture Juhana-Heikki-Erkko : Yrjö Hosiaisluoma
- Prix Juhana-Heikki-Erkko : Tytti Parras pour Jojo
- Prix Finlande de l'Académie suédoise : Georg Henrik von Wright
- Médaille Kiitos kirjasta : Anu Kaipainen pour Arkkienkeli Oulussa

## France
- Prix Goncourt : Bernard Clavel pour Les Fruits de l'hiver (Robert Laffont)
- Prix Médicis : Elie Wiesel pour Le Mendiant de Jérusalem (Seuil)
- Prix Renaudot : Yambo Ouologuem pour Le Devoir de violence (Seuil)
- Prix Femina : Marguerite Yourcenar pour L’œuvre au Noir (Gallimard)
- Prix Interallié : Christine de Rivoyre pour Le Petit Matin (Grasset)
- Grand prix du roman de l'Académie française : Albert Cohen pour Belle du Seigneur (Gallimard)
- Prix des libraires : Paul Guimard pour Les Choses de la vie (Denoël)
- Prix des Deux Magots : Guy Sajer pour Le Soldat oublié (Robert Laffont)
- Prix du Quai des Orfèvres : Bernard-Paul Lallier pour Le Saut de l'ange
- Prix du Roman populiste : Pierre Fritsch pour Le Royaume de la côte

## Italie
- Prix Strega : Alberto Bevilacqua, L'occhio del gatto (Rizzoli)
- Prix Bagutta : Piero Chiara, Il balordo, (Mondadori)
- Prix Campiello : Ignazio Silone, L'avventura di un povero cristiano
- Prix Napoli : non décerné
- Prix Viareggio : Libero Bigiaretti, La controfigura

## Monaco
- Prix Prince-Pierre-de-Monaco : Jean Cayrol[4]

## Royaume-Uni
- Prix James Tait Black :
  - Fiction : Maggie Ross pour The Gasteropod
  - Biographie : Gordon Haight pour George Eliot
- Prix WH Smith : V. S. Naipaul pour The Mimic Men (Les Hommes de paille)
- Prix John-Llewellyn-Rhys : Le Magasin de jouets magique d’Angela Carter
- Médaille Carnegie : Rosemary Harris pour The Moon in the Cloud
- Prix Rose-Mary-Crawshay : Winifred Gérin pour Charlotte Brontë: the Evolution of Genius
- Prix Somerset-Maugham : Paul Bailey pour At The Jerusalem et Seamus Heaney pour Death of a Naturalist